# L'occasione
L'occasione è il primo album in studio del cantante italiano Massimiliano Pani, pubblicato nel 1991 dalla PDU.

## Descrizione
Nell'album compare anche la madre Mina, fra i coristi, con il nome di Regina Zoni. Nei ringraziamenti, Massimiliano Pani la cita come «la più grande donna che abbia mai conosciuto, che dieci anni fa decise di provarmi come suo collaboratore perché credeva che avessi "dei numeri", esponendosi a equivoci e critiche così lontane dalla sua grande onestà e professionalità».
Mina ha ripreso alcune canzoni da questo album e le ha inserite negli album Sorelle Lumière (Come stai, Robinson e Non avere te) e Pappa di latte (Torno venerdì).

## Tracce
1. Come stai – 4:06 (testo: Giorgio Calabrese, Claudia Ferrandi, Massimiliano Pani – musica: Massimiliano Pani)
2. Robinson – 3:32 (testo: Giorgio Calabrese – musica: Massimiliano Pani)
3. Non avere te – 4:55 (testo: Giorgio Calabrese – musica: Massimo Bozzi, Massimiliano Pani)
4. In brodo – 3:52 (testo: Giorgio Calabrese – musica: Massimiliano Pani)
5. Torno venerdì – 5:00 (testo: Giorgio Calabrese, Massimiliano Pani – musica: Massimiliano Pani)
6. Doveva essere il nostro giorno – 4:58 (testo: Giorgio Calabrese – musica: Massimiliano Pani)
7. Di lì – 4:05 (testo: Giorgio Calabrese – musica: Massimiliano Pani)
8. Giò – 4:33 (testo: Giorgio Calabrese – musica: Massimiliano Pani)
9. Questo è quanto – 3:35 (testo: Giorgio Calabrese, Massimiliano Pani – musica: Massimiliano Pani)
10. L'occasione – 3:57 (testo: Giorgio Calabrese – musica: Massimiliano Pani)

## Formazione
- Massimiliano Pani – voce, cori, programmazione, tastiera
- Danilo Rea – pianoforte, Fender Rhodes, tastiera
- Aldo Banfi – sintetizzatore
- Massimo Moriconi – basso, contrabbasso
- Paolo Gianolio – chitarra
- Fabrizio Rovelli – tastiera
- Roberto Gatto – batteria
- Gigi Cifarelli – chitarra
- Elio Rivagli – batteria
- Franco Ambrosetti – flicorno
- Maurizio Giammarco – sassofono tenore, sassofono soprano
- Mina, Massimo Bozzi – cori